# Pica d'Estats
Pica d'Estats (em catalão:  Pica d'Estats, em castelhano:  Pica d'Estats, em francês:  Pic d'Estats) é uma montanha dos Pirenéus, atingindo a altitude de 3143 m. É a montanha mais alta da Catalunha e de Ariège. Tem 1277 m de proeminência topográfica.
Fica entre a comarca do Pallars Sobirà (Espanha) e Ariège (França), situada no final de Vallferrera e da ribeira de Sotllo, formada por três picos, pouco separados entre si: o pico central, que é o mais alto (3143 m.), o pico ocidental ou Pic de Verdaguer (3131 m.) e o pico oriental ou Punta Gabarró (3115 m.), que tem um vértice geodésico. A cadeia coincide exatamente com a fronteira da Occitânia pertencente à França, com orientação geral que vai de nor-noroeste a sudeste.